# Бримсон (Мисури)
Бримсон (енгл. Brimson) град је у америчкој савезној држави Мисури.

## Демографија
По попису из 2010. године број становника је 63, што је 0 (0,0%) становника више него 2000. године.
| Група             | 2000.      | 2010.       |
| Белци             | 62 (98,4%) | 63 (100,0%) |
| Афроамериканци    | 0 (0,0%)   | 0 (0,0%)    |
| Азијати           | 0 (0,0%)   | 0 (0,0%)    |
| Хиспаноамериканци | 0 (0,0%)   | 0 (0,0%)    |
| Укупно            | 63         | 63          |